# A tempo perso
A tempo perso è un singolo promozionale della cantante italiana Elisa, pubblicato il 21 gennaio 2022 come estratto dall'undicesimo album in studio Ritorno al futuro/Back to the Future.

## Descrizione
Il brano, scritto da Elisa, con il supporto per le melodie di Sixpm, è stato raccontato dalla stessa cantante nel giorno della pubblicazione:

## Pubblicazione
Il singolo è stato pubblicato in concomitanza al brano Show's Rollin', estratto dal medesimo album, undici giorni prima della partecipazione di Elisa al 72º Festival di Sanremo con il brano O forse sei tu.

## Tracce
Testi di Elisa Toffoli, musiche di Elisa Toffoli e Andrea Ferrara.
1. A tempo perso – 3:47